# Coupe du Golfe des clubs champions 2005
Navigation
Doha 2003 2006-2007
La Coupe du golfe des clubs champions 2005 est la 21e édition de la Coupe du golfe des clubs champions. Organisée à Koweït, au Koweït, elle regroupe au sein d'une poule unique les champions des pays du Golfe Persique. Les clubs rencontrent une seule fois leurs adversaires.
Cette édition est la dernière jouée avec cette formule : à partir de l'édition suivante, la Coupe des clubs champions du golfe Persique accueille 12 équipes (2 formations par pays membre de l'UAFA), avec une compétition en deux phases (phase de poules puis tableau final).

## Équipes participantes
6 équipes prennent part au tournoi :
- Qadsia Sporting Club - Champion du Koweït 2004
- Ettifaq FC - 9e du championnat d'Arabie saoudite 2004-2005
- Al Wasl Dubaï - 8e du championnat des Émirats arabes unis 2004-2005
- Mascate FC - 3e du championnat d'Oman 2004-2005[1]
- Umm Salal SC - Vice-champion de D2 du Qatar 2004-2005
- Riffa Club - Champion de Bahreïn 2005

## Compétition
| Rang | Équipe               | Pts | J | G | N | P | Bp | Bc | Diff |  | Résultats (▼ dom., ► ext.) |  |     |     |     |     |     |
| ---- | -------------------- | --- | - | - | - | - | -- | -- | ---- |  | -------------------------- |  | --- | --- | --- | --- | --- |
| 1    | Qadsia Sporting Club | 10  | 5 | 3 | 1 | 1 | 6  | 4  | +2   |  | Qadsia Sporting Club       |  | 0-2 | 0-0 | 1-0 | 3-1 | 2-1 |
| 2    | Al Wasl Dubaï        | 9   | 5 | 3 | 0 | 2 | 8  | 5  | +3   |  | Al Wasl Dubaï              |  |     | 0-1 | 0-3 | 4-1 | 2-0 |
| 3    | Mascate FC           | 9   | 5 | 2 | 3 | 0 | 4  | 2  | +2   |  | Mascate FC                 |  |     |     | 0-0 | 1-0 | 2-2 |
| 4    | Riffa Club           | 7   | 5 | 2 | 1 | 2 | 5  | 5  | 0    |  | Riffa Club                 |  |     |     |     | 1-4 | 1-0 |
| 5    | Umm Salal SC         | 4   | 5 | 1 | 1 | 3 | 6  | 9  | -3   |  | Umm Salal SC               |  |     |     |     |     | 0-0 |
| 6    | Ettifaq FC           | 2   | 5 | 0 | 2 | 3 | 3  | 7  | -4   |  | Ettifaq FC                 |  |     |     |     |     |     |

| Coupe des clubs champions du golfe Persique Qadsia Sporting Club 2e titre |